# Georg Abraham von Grünberg
Georg Abraham von Grünberg (* 24. August 1603; † 16. März 1672) war ein kurbrandenburgischer Staatsmann.

## Leben

### Herkunft und Familie
Georg Abraham von Grünberg war Angehöriger des nach der Burg Grünberg benannten magdeburgischen Adelsgeschlechts von Grünberg. Seine Eltern waren der Johanniter-Komtur von Lagow Abraham d. J. von Grünberg (1560–1627) und dessen erste Ehefrau Sabine, geborene Freiin von Kittlitz.

### Werdegang
Bereits 1625 begleitete Grünberg die brandenburgische Prinzessin Katharina (1602–1644) zu ihrer Vermählung mit dem Fürst von Siebenbürgen Gabriel Bethlen (1580–1629). Er studierte bis 1632 in Leipzig und wurde am 17. Juni selben Jahres Regierungsrat in Küstrin. Am 4. November 1634 wurde er Hauptmann (Landeshauptmann der Herrschaften Cottbus und Peitz?) der Ämter Cottbus und Peitz. Am 19. Mai 1651 wurde Grünberg als Legat an den pfälzischen Hof in Heidelberg entsandt, um zu helfen die Vermählung der pfälzischen Prinzessin Henriette (1626–1651) mit dem Fürsten Sigismund Rákóczi von Siebenbürgen (1622–1652) zu arrangieren, die am 26. Juni 1651 zu Stande kam. Er wurde am 10. Dezember 1652 zum Johanniterritter geschlagen und auf die Komturei Lagow designiert. Den Charakter eines Wirklichen Geheimen Rats erhielt Grünberg am 8. Juni 1662 (oder 1663). Damit war er auch Mitglied der brandenburgischen Regierung unter Kurfürst Friedrich Wilhelm (1640–1688). Noch in seinem letzten Lebensjahr fand er als Verweser des Herzogtums Crossen und Züllichau Verwendung.
Grünberg war seit 1639 im Besitz von Amtitz und Skyren, weiterhin Erbherr auf Zeitz und Schaffen.